# Kuripečič
Kuripečič je priimek več znanih Slovencev:
- Benedikt Kuripečič (~1490—?), diplomat, notar, potopisec in prevajalec